# هی شیانگژیان
هی شیانگژیان (انگلیسی: He Xiangjian؛ زادهٔ ۵ اکتبر ۱۹۴۲) کارآفرین و سرمایه‌دار اهل چین است، که بنیانگذار و مالک شرکت میدئا بشمار می‌آید.